# 闫永祥
闫永祥（1986年4月—），安徽蒙城人。汉族。加入中国共产党。浙江大学电子信息工程专业毕业。

## 生平
2013年3月，任上海警备区某团‘南京路上好八连’指导员。2017年3月，任中国人民解放军第1集团军某特警团副参谋长。
2013年，当选第十二届全国人民代表大会解放军代表。